# Стадион у Монгому
Стадион у Монгому (шп. Estadio de Mongomo) је вишенаменски стадион у Монгому, Екваторијална Гвинеја.
Стадион је отворен 2011. године и има капацитет 15.000 места. Првенствено се користи за фудбал и атлетику.
Изабран је као један од 4 стадиона на којем се играју утакмице Афричког купа нација 2015.